# Coppa del mondo di atletica leggera 1994
La settima edizione della Coppa del mondo di atletica leggera si disputò dal 9 all'11 settembre 1994 al Crystal Palace National Sports Centre di Londra.
La selezione africana giunse al primo posto nella classifica maschile bissando la vittoria ottenuta nell'edizione precedente, mentre la competizione femminile vide il successo della selezione europea.

## Risultati

### 100 m
| Pos. | Sq. | Atleta                  | Ris.  |
| ---- | --- | ----------------------- | ----- |
| 1    | GBR | Linford Christie        | 10.21 |
| 2    | AFR | Olapade Adeniken        | 10.25 |
| 3    | ASI | Talal Mansour           | 10.31 |
| 4    | EUR | Aleksandr Porchomovskij | 10.40 |
| 5    | OCE | Gus Nketia              | 10.42 |
| 6    | BRA | André da Silva          | 10.49 |
| 7    | GER | Marc Blume              | 10.52 |
| 8    | USA | Vince Henderson         | 10.63 |

| Pos. | Sq. | Atleta            | Ris.  |
| ---- | --- | ----------------- | ----- |
| 1    | EUR | Irina Privalova   | 11.32 |
| 2    | AME | Liliana Allen     | 11.50 |
| 3    | AFR | Mary Onyali       | 11.52 |
| 4    | OCE | Melinda Gainsford | 11.55 |
| 5    | GER | Melanie Paschke   | 11.64 |
| 6    | ASI | Liu Xiaomei       | 11.66 |
| 7    | GBR | Paula Thomas      | 11.67 |
| 8    | USA | Sheila Echols     | 11.82 |

### 200 m
| Pos. | Sq. | Atleta             | Ris.  |
| ---- | --- | ------------------ | ----- |
| 1    | GBR | John Regis         | 20.45 |
| 2    | AFR | Frankie Fredericks | 20.55 |
| 3    | EUR | Geir Moen          | 20.72 |
| 4    | USA | Ron Clark          | 21.00 |
| 5    | GER | Robert Kurnicki    | 21.02 |
| 6    | AME | Iván García        | 21.10 |
| 6    | OCE | Damien Marsh       | 21.10 |
| 8    | ASI | Huang Danwei       | 21.23 |

| Pos. | Sq. | Atleta          | Ris.  |
| ---- | --- | --------------- | ----- |
| 1    | AME | Merlene Ottey   | 22.23 |
| 2    | EUR | Irina Privalova | 22.51 |
| 3    | OCE | Cathy Freeman   | 22.72 |
| 4    | AFR | Mary Onyali     | 22.82 |
| 5    | ASI | Chen Zhaojing   | 23.20 |
| 6    | GBR | Paula Thomas    | 23.22 |
| 7    | GER | Melanie Paschke | 23.32 |
| 8    | USA | Chryste Gaines  | 24.21 |

### 400 m
| Pos. | Sq. | Atleta              | Ris.  |
| ---- | --- | ------------------- | ----- |
| 1    | USA | Antonio Pettigrew   | 45.26 |
| 2    | GBR | Du'aine Ladejo      | 45.44 |
| 3    | AME | Inaldo Sena         | 45.67 |
| 4    | ASI | Ibrahim Ismail      | 45.74 |
| 5    | EUR | Matthias Rusterholz | 45.92 |
| 6    | AFR | Samson Kitur        | 45.98 |
| 7    | OCE | Paul Greene         | 46.29 |
| 8    | GER | Daniel Bittner      | 46.73 |

| Pos. | Sq. | Atleta            | Ris.  |
| ---- | --- | ----------------- | ----- |
| 1    | EUR | Irina Privalova   | 50.62 |
| 2    | AFR | Fatima Yusuf      | 50.80 |
| 3    | USA | Jearl Miles-Clark | 51.24 |
| 4    | GBR | Phylis Smith      | 51.36 |
| 5    | AME | Julia Duporty     | 52.48 |
| 6    | ASI | Zhang Hengyun     | 52.79 |
| 7    | OCE | Kylie Hanigan     | 53.82 |
| 8    | GER | Anja Rücker       | 54.21 |

### 800 m
| Pos. | Sq. | Atleta            | Ris.    |
| ---- | --- | ----------------- | ------- |
| 1    | USA | Mark Everett      | 1:46.02 |
| 2    | AFR | William Tanui     | 1:46.84 |
| 3    | GBR | Craig Winrow      | 1:47.16 |
| 4    | OCE | Brendan Hanigan   | 1:47.41 |
| 5    | GER | Nico Motchebon    | 1:47.67 |
| 6    | EUR | Tomás de Teresa   | 1:48.04 |
| 7    | AME | José Luíz Barbosa | 1:48.26 |
| 8    | ASI | Kim Yong-Hwan     | 1:51.88 |

| Pos. | Sq. | Atleta           | Ris.    |
| ---- | --- | ---------------- | ------- |
| 1    | AFR | Maria Mutola     | 1:58.27 |
| 2    | AME | Luciana Mendes   | 2:00.13 |
| 3    | EUR | Natalya Dukhnova | 2:02.81 |
| 4    | GER | Kati Kovács      | 2:03.32 |
| 5    | USA | Joetta Clark     | 2.03.76 |
| 6    | OCE | Lisa Lightfoot   | 2:03.88 |
| 7    | GBR | Cathy Dawson     | 2:04.13 |
| 8    | ASI | Chen Xuehui      | 2:09.82 |

### 1500 m
| Pos. | Sq. | Atleta             | Ris.    |
| ---- | --- | ------------------ | ------- |
| 1    | AFR | Noureddine Morceli | 3:34.70 |
| 2    | GER | Rüdiger Stenzel    | 3:40.04 |
| 3    | ASI | Mohammed Suleiman  | 3:40.52 |
| 4    | USA | Jason Pyrah        | 3:41.55 |
| 5    | GBR | Gary Lough         | 3:44.10 |
| 6    | AME | José Valente       | 3:44.32 |
| 7    | EUR | Isaac Viciosa      | 3:47.22 |
| 8    | OCE | Richard Potts      | 3:54.09 |

| Pos. | Sq. | Atleta            | Ris.       |
| ---- | --- | ----------------- | ---------- |
| 1    | AFR | Hassiba Boulmerka | 4:01.05 CR |
| 2    | AME | Angela Chalmers   | 4:01.73    |
| 3    | GBR | Kelly Holmes      | 4:10.81    |
| 4    | OCE | Margaret Leaney   | 4:12.06    |
| 5    | EUR | Sonia O'Sullivan  | 4:12.30    |
| 6    | USA | Kathy Franey      | 4:21.48    |
| 7    | GER | Antje Beggerow    | 4:23.65    |
| 8    | ASI | Liu Ying          | 4:34.02    |

### 5000 m / 3000 m
| Pos. | Sq. | Atleta          | Ris.     |
| ---- | --- | --------------- | -------- |
| 1    | AFR | Brahim Lahlafi  | 13:27.96 |
| 2    | GBR | John Nutall     | 13:32.47 |
| 3    | GER | Martin Bremer   | 13:33.57 |
| 4    | OCE | Robbie Johnston | 13:37.13 |
| 5    | ASI | Bahadur Prasad  | 13:37.20 |
| 6    | AME | Gabino Apolonio | 13:51.73 |
| 7    | EUR | Abel Antón      | 13:55.02 |
| 8    | USA | Dan Mayer       | 14:07.65 |

| Pos. | Sq. | Atleta           | Ris.    |
| ---- | --- | ---------------- | ------- |
| 1    | GBR | Yvonne Murray    | 8:56.81 |
| 2    | AME | Robyn Meagher    | 9:05.81 |
| 3    | EUR | Gabriela Szabó   | 9:15.16 |
| 4    | ASI | Liu Jianying     | 9:15.39 |
| 5    | OCE | Susie Power      | 9:16.01 |
| 6    | GER | Dörte Köster     | 9:23.32 |
| 7    | USA | Cassie McWilliam | 9:26.50 |
| 8    | AFR | Gwen Griffiths   | 9:31.91 |

### 10000 m
| Pos. | Sq. | Atleta           | Ris.     |
| ---- | --- | ---------------- | -------- |
| 1    | AFR | Khalid Skah      | 27:38.74 |
| 2    | AME | Antonio Silio    | 28:16.54 |
| 3    | GBR | Rob Denmark      | 28:20.65 |
| 4    | GER | Stéphane Franke  | 28:32.07 |
| 5    | SAI | Alyan Al-Qahtani | 28:41.21 |
| 6    | EUR | Róbert Štefko    | 28:45.32 |
| 7    | OCE | Phillip Clode    | 29:19.87 |
| 8    | USA | Jim Westphal     | 29:22.39 |

| Pos. | Sq. | Atleta            | Ris.     |
| ---- | --- | ----------------- | -------- |
| 1    | AFR | Elana Meyer       | 30:55.51 |
| 2    | EUR | Fernanda Ribeiro  | 31:04.25 |
| 3    | ASI | Wei Li            | 32:37.94 |
| 4    | GER | Claudia Dreher    | 33:04.79 |
| 5    | GBR | Suzanne Rigg      | 33:38.14 |
| 6    | OCE | Anne Cross        | 33:40.75 |
| 7    | USA | Laura LaMena-Coll | 33:43.66 |
| 8    | AME | Paola Cabrera     | 34:41.22 |

### 3000 m siepi
| \| Pos. \| Sq. \| Atleta \| Ris. \| \| ---- \| --- \| ----------------------- \| ------- \| \| 1 \| AFR \| Moses Kiptanui \| 8:28.28 \| \| 2 \| ASI \| Saad Al-Asmari \| 8:35.74 \| \| 3 \| EUR \| Alessandro Lambruschini \| 8:40.34 \| \| 4 \| GBR \| Colin Walker \| 8:41.14 \| \| 5 \| GER \| Martin Strege \| 8:45.18 \| \| 6 \| AME \| Ricardo Vera \| 8:58.80 \| \| 7 \| USA \| Dan Reese \| 9:15.16 \| \| 8 \| OCE \| Peter Brett \| 9:19.11 \| |     |                         |         |
| Pos. | Sq. | Atleta                  | Ris.    |
| 1 | AFR | Moses Kiptanui          | 8:28.28 |
| 2 | ASI | Saad Al-Asmari          | 8:35.74 |
| 3 | EUR | Alessandro Lambruschini | 8:40.34 |
| 4 | GBR | Colin Walker            | 8:41.14 |
| 5 | GER | Martin Strege           | 8:45.18 |
| 6 | AME | Ricardo Vera            | 8:58.80 |
| 7 | USA | Dan Reese               | 9:15.16 |
| 8 | OCE | Peter Brett             | 9:19.11 |

### 110/100 m ostacoli
| Pos. | Sq. | Atleta              | Ris.  |
| ---- | --- | ------------------- | ----- |
| 1    | GBR | Tony Jarrett        | 13.23 |
| 2    | USA | Allen Johnson       | 13.29 |
| 3    | AME | Emilio Valle        | 13.45 |
| 4    | GER | Florian Schwarthoff | 13.47 |
| 5    | ASI | Li Tong             | 13.59 |
| 6    | OCE | Kyle Vander-Kuyp    | 13.71 |
| 7    | AFR | Kehinde Aladefa     | 14.03 |
| 8    | EUR | Antti Haapakoski    | 14.11 |

| Pos. | Sq. | Atleta                | Ris.  |
| ---- | --- | --------------------- | ----- |
| 1    | AME | Aliuska López         | 12.91 |
| 2    | EUR | Svetla Dimitrova      | 12.95 |
| 3    | GBR | Jacqui Agyepong       | 13.02 |
| 4    | AFR | Nicole Ramalalanirina | 13.24 |
| 5    | GER | Kristin Patzwahl      | 13.68 |
| 6    | ASI | Luo Bin               | 13.89 |
| 7    | USA | Sherlese Taylor       | 14.10 |
| 8    | OCE | Rachel Links          | 14.14 |

### 400 m ostacoli
| Pos. | Sq. | Atleta            | Ris.  |
| ---- | --- | ----------------- | ----- |
| 1    | AFR | Samuel Matete     | 48.77 |
| 2    | EUR | Oleg Tverdokhleb  | 49.26 |
| 3    | AME | Eronilde Araújo   | 49.62 |
| 4    | GER | Olaf Hense        | 49.97 |
| 5    | ASI | Kazuhiko Yamazaki | 50.22 |
| 6    | GBR | Gary Cadogan      | 50.48 |
| 7    | OCE | Rohan Robinson    | 51.12 |
| 8    | USA | Marco Morgan      | 53.58 |

| Pos. | Sq. | Atleta           | Ris.  |
| ---- | --- | ---------------- | ----- |
| 1    | GBR | Sally Gunnell    | 54.80 |
| 2    | GER | Silvia Rieger    | 56.14 |
| 3    | EUR | Anna Knoroz      | 56.63 |
| 4    | AME | Donalda Duprey   | 56.67 |
| 5    | AFR | Nezha Bidouane   | 57.35 |
| 6    | ASI | Natalya Torshina | 57.60 |
| 7    | USA | Tonya Lee        | 59.61 |
| 8    | OCE | Rebecca Campbell | 60.96 |

### Salto in alto
| Pos. | Sq. | Atleta            | Ris.    |
| ---- | --- | ----------------- | ------- |
| 1    | AME | Javier Sotomayor  | 2.40 CR |
| 2    | OCE | Tim Forsyth       | 2.28    |
| 3    | GBR | Steve Smith       | 2.28    |
| 4    | EUR | Steinar Hoen      | 2.25    |
| 5    | GER | Wolfgang Kreissig | 2.20    |
| 6    | ASI | Yoshiteru Kaihoko | 2.20    |
| 7    | AFR | Khemraj Naiko     | 2.15    |
| 8    | USA | Jeff Wylie        | 2.15    |

| Pos. | Sq. | Atleta              | Ris. |
| ---- | --- | ------------------- | ---- |
| 1    | EUR | Britta Bilac        | 1.91 |
| 2    | AFR | Charmaine Weavers   | 1.91 |
| 3    | AME | Silvia Costa        | 1.91 |
| 4    | GER | Heike Balck         | 1.88 |
| 5    | ASI | Svetlana Zalevskaya | 1.85 |
| 6    | GBR | Debbie Marti        | 1.85 |
| 7    | OCE | Alison Inverarity   | 1.85 |
| 8    | USA | Karol Damon         | 1.80 |

### Salto con l'asta
| \| Pos. \| Sq. \| Atleta \| Ris. \| \| ---- \| --- \| ----------------- \| ------- \| \| 1 \| AFR \| Okkert Brits \| 5.90 CR \| \| 2 \| EUR \| Jean Galfione \| 5.75 \| \| 3= \| AME \| Alberto Manzano \| 5.40 \| \| 3= \| GER \| Andrei Tivontchik \| 5.40 \| \| 5 \| USA \| Scott Huffman \| 5.40 \| \| 6 \| ASI \| Grigoriy Yegorov \| 5.40 \| \| 7 \| OCE \| James Miller \| 5.20 \| \| \| GBR \| Neil Winter \| NH \| |     |                   |         |
| Pos. | Sq. | Atleta            | Ris.    |
| 1 | AFR | Okkert Brits      | 5.90 CR |
| 2 | EUR | Jean Galfione     | 5.75    |
| 3= | AME | Alberto Manzano   | 5.40    |
| 3= | GER | Andrei Tivontchik | 5.40    |
| 5 | USA | Scott Huffman     | 5.40    |
| 6 | ASI | Grigoriy Yegorov  | 5.40    |
| 7 | OCE | James Miller      | 5.20    |
| | GBR | Neil Winter       | NH      |

### Salto in lungo
| Pos. | Sq. | Atleta           | Ris. |
| ---- | --- | ---------------- | ---- |
| 1    | GBR | Fred Salle       | 8.10 |
| 2    | AME | Douglas de Souza | 7.96 |
| 3    | USA | Dion Bentley     | 7.93 |
| 4    | AFR | Obinna Eregbu    | 7.87 |
| 5    | GER | Georg Ackermann  | 7.84 |
| 6    | ASI | Tetsuya Shida    | 7.72 |
| 7    | OCE | David Culbert    | 7.59 |
| 8    | EUR | Milan Gombala    | 7.37 |

| Pos. | Sq. | Atleta                 | Ris. |
| ---- | --- | ---------------------- | ---- |
| 1    | EUR | Inesa Kravec'          | 7.00 |
| 2    | AME | Niurka Montalvo        | 6.70 |
| 3    | AFR | Christy Opara-Thompson | 6.66 |
| 4    | ASI | Yao Weili              | 6.60 |
| 5    | GER | Sabine Braun           | 6.54 |
| 6    | GBR | Yinka Idowu            | 6.51 |
| 7    | OCE | Nicole Boegman         | 6.45 |
| 8    | USA | Sheila Echols          | 6.23 |

### Salto triplo
| Pos. | Sq. | Atleta         | Ris.      |
| ---- | --- | -------------- | --------- |
| 1    | AME | Yoelbi Quesada | 17.61 CR  |
| 2    | GBR | Julian Golley  | 17.06     |
| 3    | ASI | Oleg Sakirkin  | 16.81     |
| 4    | AFR | Lotfi Khaïda   | 16.75 (w) |
| 5    | EUR | Serge Hélan    | 16.67 (w) |
| 6    | USA | Reggie Jones   | 16.41 (w) |
| 7    | GER | Wolfgang Knabe | 16.07     |
| 8    | OCE | Andrew Murphy  | 15.86 (w) |

| Pos. | Sq. | Atleta            | Ris.     |
| ---- | --- | ----------------- | -------- |
| 1    | EUR | Anna Biryukova    | 14.46 CR |
| 2    | USA | Sheila Hudson     | 14.00    |
| 3    | ASI | Ren Ruiping       | 13.84    |
| 4    | GBR | Michelle Griffith | 13.70    |
| 5    | AME | Niurka Montalvo   | 13.64    |
| 6    | GER | Helga Radtke      | 13.47    |
| 7    | OCE | Tania Dixon       | 12.55    |
| 8    | AFR | Hasna Atiallah    | 12.44    |

### Getto del peso
| Pos. | Sq. | Atleta             | Ris.  |
| ---- | --- | ------------------ | ----- |
| 1    | USA | C.J. Hunter        | 19.92 |
| 2    | EUR | Aleksandr Klimenko | 19.16 |
| 3    | OCE | Courtney Ireland   | 18.93 |
| 4    | GER | Oliver-Sven Buder  | 18.88 |
| 5    | AFR | Burger Lambrechts  | 18.08 |
| 6    | AME | Carlos Fandiño     | 18.04 |
| 7    | ASI | Bilal Saad Mubarak | 17.40 |
| 8    | GBR | Nigel Spratley     | 17.20 |

| Pos. | Sq. | Atleta               | Ris.  |
| ---- | --- | -------------------- | ----- |
| 1    | ASI | Huang Zhihong        | 19.45 |
| 2    | AME | Belsis Laza          | 19.07 |
| 3    | GER | Astrid Kumbernuss    | 18.89 |
| 4    | EUR | Vita Pavlysh         | 18.67 |
| 5    | GBR | Judy Oakes           | 17.92 |
| 6    | USA | Dawn Dumble          | 15.63 |
| 7    | AFR | Fouzia Fatihi        | 15.48 |
| 8    | OCE | Lisa-Marie Vizaniari | 15.23 |

### Lancio del disco
| Pos. | Sq. | Atleta                | Ris.  |
| ---- | --- | --------------------- | ----- |
| 1    | EUR | Vladimir Dubrovshchik | 64.54 |
| 2    | AME | Alexis Elizalde       | 61.50 |
| 3    | AFR | Adewale Olukoju       | 60.22 |
| 4    | OCE | Werner Reiterer       | 60.22 |
| 5    | GER | Jürgen Schult         | 58.86 |
| 6    | USA | Mike Gravelle         | 56.76 |
| 7    | GBR | Robert Weir           | 55.86 |
|      | ASI | Bilal Saad Mubarak    | DNS   |

| Pos. | Sq. | Atleta             | Ris.  |
| ---- | --- | ------------------ | ----- |
| 1    | GER | Ilke Wyludda       | 65.30 |
| 2    | EUR | Ellina Zvereva     | 63.86 |
| 3    | OCE | Daniela Costian    | 63.38 |
| 4    | AME | Bárbara Echevarría | 62.90 |
| 5    | ASI | Qiu Qiaoping       | 57.92 |
| 6    | USA | Connie Price-Smith | 57.04 |
| 7    | GBR | Jackie McKernan    | 56.28 |
| 8    | AFR | Lisette Etsebeth   | 51.54 |

### Lancio del martello
| \| Pos. \| Sq. \| Atleta \| Ris. \| \| ---- \| --- \| ----------------------- \| ----- \| \| 1 \| ASI \| Andrey Abduvaliyev \| 81.72 \| \| 2 \| USA \| Lance Deal \| 81.14 \| \| 3 \| GER \| Heinz Weis \| 80.32 \| \| 4 \| EUR \| Vasiliy Sidorenko \| 76.34 \| \| 5 \| AME \| Alberto Sánchez Escobar \| 74.72 \| \| 6 \| OCE \| Sean Carlin \| 74.54 \| \| 7 \| AFR \| Hakim Toumi \| 69.38 \| \| 8 \| GBR \| Paul Head \| 68.38 \| |     |                         |       |
| Pos. | Sq. | Atleta                  | Ris.  |
| 1 | ASI | Andrey Abduvaliyev      | 81.72 |
| 2 | USA | Lance Deal              | 81.14 |
| 3 | GER | Heinz Weis              | 80.32 |
| 4 | EUR | Vasiliy Sidorenko       | 76.34 |
| 5 | AME | Alberto Sánchez Escobar | 74.72 |
| 6 | OCE | Sean Carlin             | 74.54 |
| 7 | AFR | Hakim Toumi             | 69.38 |
| 8 | GBR | Paul Head               | 68.38 |

### Lancio del giavellotto
| Pos. | Sq. | Atleta            | Ris.  |
| ---- | --- | ----------------- | ----- |
| 1    | GBR | Steve Backley     | 85.02 |
| 2    | GER | Raymond Hecht     | 84.36 |
| 3    | OCE | Gavin Lovegrove   | 82.28 |
| 4    | EUR | Patrik Bodén      | 80.86 |
| 5    | AFR | Louis Fouché      | 76.98 |
| 6    | ASI | Zhang Lianbiao    | 76.96 |
| 7    | AME | Emeterio González | 76.42 |
| 8    | USA | Pius Bazighe      | 70.28 |

| Pos. | Sq. | Atleta          | Ris.  |
| ---- | --- | --------------- | ----- |
| 1    | EUR | Trine Hattestad | 66.48 |
| 2    | AME | Isel López      | 61.40 |
| 3    | GER | Karel Forkel    | 61.26 |
| 4    | OCE | Louise McPaul   | 59.92 |
| 5    | ASI | Zhang Li        | 58.82 |
| 6    | GBR | Sharon Gibson   | 53.32 |
| 7    | USA | Donna Mayhew    | 51.50 |
| 8    | AFR | Ronah Dwinger   | 49.02 |

### Staffetta 4 x 100
| Pos. | Sq. | Atleta                                                             | Ris.  |
| ---- | --- | ------------------------------------------------------------------ | ----- |
| 1    | GBR | Darren Brathwaite, Tony Jarrett, John Regis, Linford Christie      | 38.46 |
| 2    | AFR | Frank Nwankpa, Emmanuel Tuffuor, Oluyemi Kayode, Olapade Adeniken  | 38.97 |
| 3    | USA | Mark Witherspoon, Roland McGhee, Marcel Carter, Sam Jefferson      | 39.33 |
| 4    | AME | André da Silva, Atlee Mahorn, Arnaldo Silva, Robson da Silva       | 39.39 |
| 5    | EUR | Hermann Lomba, Daniel Sangouma, Jean-Charles Trouabal, Éric Perrot | 39.46 |
| 6    | ASI | Li Tao, Lin Wei, Ye Hu, Chen Wenzhong                              | 55.58 |
|      | GER | Marc Blume, Robert Kurnicki, Michael Huke, Steffen Görmer          | DQ    |
|      | OCE | Gus Nketia, Damien Marsh, Steve Brimacombe, Tim Jackson            | DNF   |

| Pos. | Sq. | Atleta                                                                        | Ris.  |
| ---- | --- | ----------------------------------------------------------------------------- | ----- |
| 1    | AFR | Faith Idehen, Mary Tombiri, Christy Opara-Thompson, Mary Onyali               | 42.92 |
| 2    | GER | Andrea Philipp, Silke Lichtenhagen, Silke Knoll, Melanie Paschke              | 43.22 |
| 3    | OCE | Monique Miers, Cathy Freeman, Melinda Gainsford, Michelle Seymour             | 43.36 |
| 4    | ASI | Chen Yan, Liu Xiaomei, Chen Zhaojing, Huang Xiaoyan                           | 43.63 |
| 5    | USA | Shantel Twiggs. Wenda Vereen, Flirtisha Harris, Chryste Gaines                | 43.79 |
| 6    | EUR | Natalya Anisimova, Marina Trandenkova, Svetla Dimitrova, Yekaterina Leshchova | 43.99 |
| 7    | AME | Kátia Regina de Jesús, Aliuska López, Cleide Amaral, Liliana Allen            | 44.26 |
| 8    | GBR | Jacqui Agyepong, Geraldine McLeod, Simmone Jacobs, Paula Thomas               | 44.45 |

### Staffetta 4 x 400
| Pos. | Sq. | Atleta                                                                    | Ris.    |
| ---- | --- | ------------------------------------------------------------------------- | ------- |
| 1    | GBR | David McKenzie, Du'aine Ladejo, Jamie Baulch, Roger Black                 | 3:01.34 |
| 2    | AFR | Simon Kemboi, Samuel Matete, Samson Kitur, Sunday Bada                    | 3:02.66 |
| 3    | EUR | Matthias Rusterholz, Stéphane Diagana, Mikhail Vdovin, Dmitriy Golovastov | 3:03.26 |
| 4    | GER | Daniel Bittner, Julian Voelkel, Nico Motchebon, Olaf Hense                | 3:04.15 |
| 5    | AME | Inaldo Sena, Iván García, Norberto Téllez, Michael McDonald               | 3:04.28 |
| 6    | OCE | Shaun Farrell, Brett Callaghan, Michael Joubert, Paul Greene              | 3:05.70 |
| 7    | ASI | Shigeaki Matsunaga, Mohamed Sadaqat, Sugath Tillakaratne, Kim Yong-Hwan   | 3:12.38 |
|      | USA | Calvin Davis, Darnell Hall, Ron Clark, Jason Rouser                       | DNS     |

| Pos. | Sq. | Atleta                                                            | Ris.    |
| ---- | --- | ----------------------------------------------------------------- | ------- |
| 1    | GBR | Phylis Smith, Linda Keough, Melanie Neef, Sally Gunnell           | 3:27.36 |
| 2    | GER | Karin Janke, Uta Röhlander, Heike Meissner, Anja Rücker           | 3:27.59 |
| 3    | AME | Nancy McLeón, Sandie Richards, Idalmis Bonne, Julia Duporty       | 3:27.91 |
| 4    | EUR | Francine Landre, Viviane Dorsile, Évelyne Élien, Marie-José Pérec | 3:29.07 |
| 5    | USA | Rochelle Stevens, Flirtisha Harris, Kim Graham, Michelle Collins  | 3:30.99 |
| 6    | OCE | Lee Naylor, Melanie Collins, Kylie Hanigan, Cathy Freeman         | 3:33.72 |
| 7    | ASI | Kutty Sarama, Shiny Wilson, Jayamani Illeperuma, Lu Xifang        | 3:40.89 |
|      | AFR | Omolade Akinremi, Nezha Bidouane, Olabisi Afolabi, Fatima Yusuf   | DQ      |

## Classifiche
| Pos. | Squadra     | Punti |
| ---- | ----------- | ----- |
| 1    | Africa      | 115   |
| 2    | Regno Unito | 111   |
| 3    | Americhe    | 95    |
| 4    | Europa      | 91    |
| 5    | Germania    | 85,5  |
| 6    | Stati Uniti | 78    |
| 7    | Asia        | 75    |
| 8    | Oceania     | 62,5  |

| Pos. | Squadra     | Punti |
| ---- | ----------- | ----- |
| 1    | Europa      | 111   |
| 2    | Americhe    | 98    |
| 3    | Germania    | 79    |
| 4    | Africa      | 78    |
| 5    | Regno Unito | 73    |
| 6    | Asia        | 67    |
| 7    | Oceania     | 57    |
| 8    | Stati Uniti | 48    |